# Tușinu
Tușinu – wieś w Rumunii, w okręgu Marusza, w gminie Sânpetru de Câmpie. W 2011 roku liczyła 591 mieszkańców.